# 嘉義鵬思宮
嘉邑鵬思宮沿革
```
   本宮主神吳府千歲「三王公」古傳自清同治年間於台南郡白河公館奉祀。二次世界大戰太平洋戰爭一九四一年台灣成為戰區遍地烽火，嘉義區受美軍轟炸後癘病叢生，民生疾苦。歲次戊戍民國三十六年，住大門內，今友忠路旁。緣起陳海清先生奉請吳府千歲「三王公」金尊來諸羅城降乩扶鸞施丹方行符令濟世。當時「三王公」在大門內顏掇先生府上濟世四年，歲次辛卯民國四十年，遷至北港車頭土炭埕（以前稱呼磅碠），呂旺先生府上繼續接受各地信眾問事濟世十年。「三王公」精通天文地理，為民消災解厄，神威遠播，前來請示問事信徒遍布台南、嘉義縣市。
  歲次壬辰民國四十一年，吳府千歲「三王公」降乩指示，前往南鯤鯓進香，立名鵬思堂，代天巡狩三王公，奉玉旨降鑾嘉義救世萬民。並遴選凌宗明先生擔任總幹事，募款雕五府千歲為開基神尊，完成代天巡狩之旨令。當時信徒李天龍先生欲將私有土地捐獻「三王公」建廟，「三王公」示意，自有理想地點，不用操之過急，並遴選：李天龍、蔡萬掌、李霖、黃老置、呂旺、溫保同、李爽等為購買廟地之人選。當年依照「三王公」指示向大地主蕭瑞仁先生購買廟地，經說明接洽，蕭先生欣然答應，任由「三王公」選廟地。據說「三王公」所選之地是座大墓地，前是田野，後有一棵百年朴仔樹，狀似涼傘，形狀特異，樹下一大墓，墓碑是乾隆辛卯年立，距今二百餘年，為翁姓夫人墓園，現在本宮前左方奉祀桃城西境主燕娘夫人祠。 當時墓中骨頭全部完整發光，黑頭髮約二尺長都很美好，眾弟子稱奇，三王公指示此為『龍穴靈寶之地』，以此為基石建造新廟，立名鵬思宮。當時選出凌宗明先生擔任主任委員，依照「三王公」指示。於歲次壬寅民國五十一年四月廿六日，擇吉舉行動土，建廟消息傳出後，無論內外遐邇，ㄧ呼百應，各地善信慷慨解囊捐獻得以立竿見影集腋成裘，神人不勝欣慰，逐於鳩工集材，於同年臘月，完成入火安座大典。
   歲次丙午民國五十五年，吳府千歲「三王公」尊請境內漁市柯烹府上奉祀東石港口宮天上聖母三媽金尊到本宮扶助濟世。歲次戊申民國五十七年，「三王公」尊請北海靈九洲七府千歲到本宮扶助濟世。歲次己酉民國五十八年「三王公」指示在宮內右側分設南衙開封府，奉祀閻羅天子包公神尊，並於中營內安置王船，同時擇日於牛稠溪岸引水開光大吉。同年由副主委蘇培先生，發起建造鐘鼓樓，於翌年完成使鵬思宮更具規模。
   時光荏苒，歲月流轉，鵬思宮五府千歲，吳府千歲「三王公」在台灣省各地方皆有很多分靈神尊顯佑濟世，故每年皆有很多宮廟信徒會到本宮進香朝拜
```

。歲次丙子民國八十五年吳府千歲「三王公」降乩指示委由總務沈文三先生籌建新廟，於農曆四月廿六日拆除廟前戲台，擇吉六月十八日動工，先興建聖母殿歷經一年，歲次丁丑民國八十六年，順利竣工，並舉行入火安座。歲次戊寅民國八十七年三月召開信徒大會，改組董監事會，推選沈文三先生為第三屆董事長並提報省民政廳，重建鵬思宮事項。同時經董事會推選常務董事蔡金錫先生為重建委員會主任委員，共同推動籌建新廟任務，於同年四月正式動工興建，各地善信大德得悉，熱烈支持，踴躍捐獻，一磚、一瓦、一木皆細心營造，在諸信徒熱情支持響應下，建廟工程順利進行，歲次庚辰民國八十九年「三王公」擇於農曆六月十八日午時完成正殿入火安座大典。「三王公」諭示奉玉旨令廟前要豎立旗篙通天柱，勅晉封代天府玉旨南北行台鵬思宮。
```
  本宮啟建當中前後大殿基地，從動土、上樑、中樑、大樑、開廟門、入火安座儀式，祭祀工事等，全由吳府千歲「三王公」手輦轎率領董監事與義工信徒循序進行完成，重建後廟貌堂皇，美輪美奐，煥然一新。
   歲次庚辰年菊月「三王公」降乩感念當時讓出靈寶地之翁氏夫人，指示委由沈文三董事長建造西境主燕娘夫人祠。翌年臘月順利安座共與本宮諸神佛同享人間萬年香火。歲次辛己民國九十年七月「三王公」降乩指示委由監事陳炎煊先生、董事陳炎明先生籌建南衙開封府，眾善信同心協力於翌年竣工，並於閏五月五日入火安座。歲次壬午民國九十一年元宵節「三王公」降乩指示委由常務董事林亮平先生籌建中營王船殿，眾善信同心協力於翌年六月十七日王船舉行開光慶典順利啟航。即今輝煌廟貌，仰企巍峨壯麗、龍蟠虎踞、雕樑畫棟、鳥革翬飛、屋頂五彩琉璃，剪粘花、鳥，人物，栩栩如生，龍鳳盤旋，十分精
```

緻，晨鐘暮鼓，實亦賴吳府千歲「三王公」神威顯赫庇佑蒼生，可享俎豆千秋、馨香萬古矣。
```
  惟願五府千歲、吳府千歲「三王公」、觀音佛祖、天上聖母、七府千歲列位尊神佛，神靈赫濯，萬年香火昭青史於不朽，萬民景仰。爰撰數言以為誌。
  財團法人台灣省嘉義市鵬思宮第六屆董監事會謹誌
                       劍鋒彩繪 林仁和先生撰文
  中華民國一0三年十月歲次甲午年菊月
```